# Cyclophora nanularia
Cyclophora nanularia là một loài bướm đêm trong họ Geometridae.